# اکوسیستم شوربرکه حاره‌ای

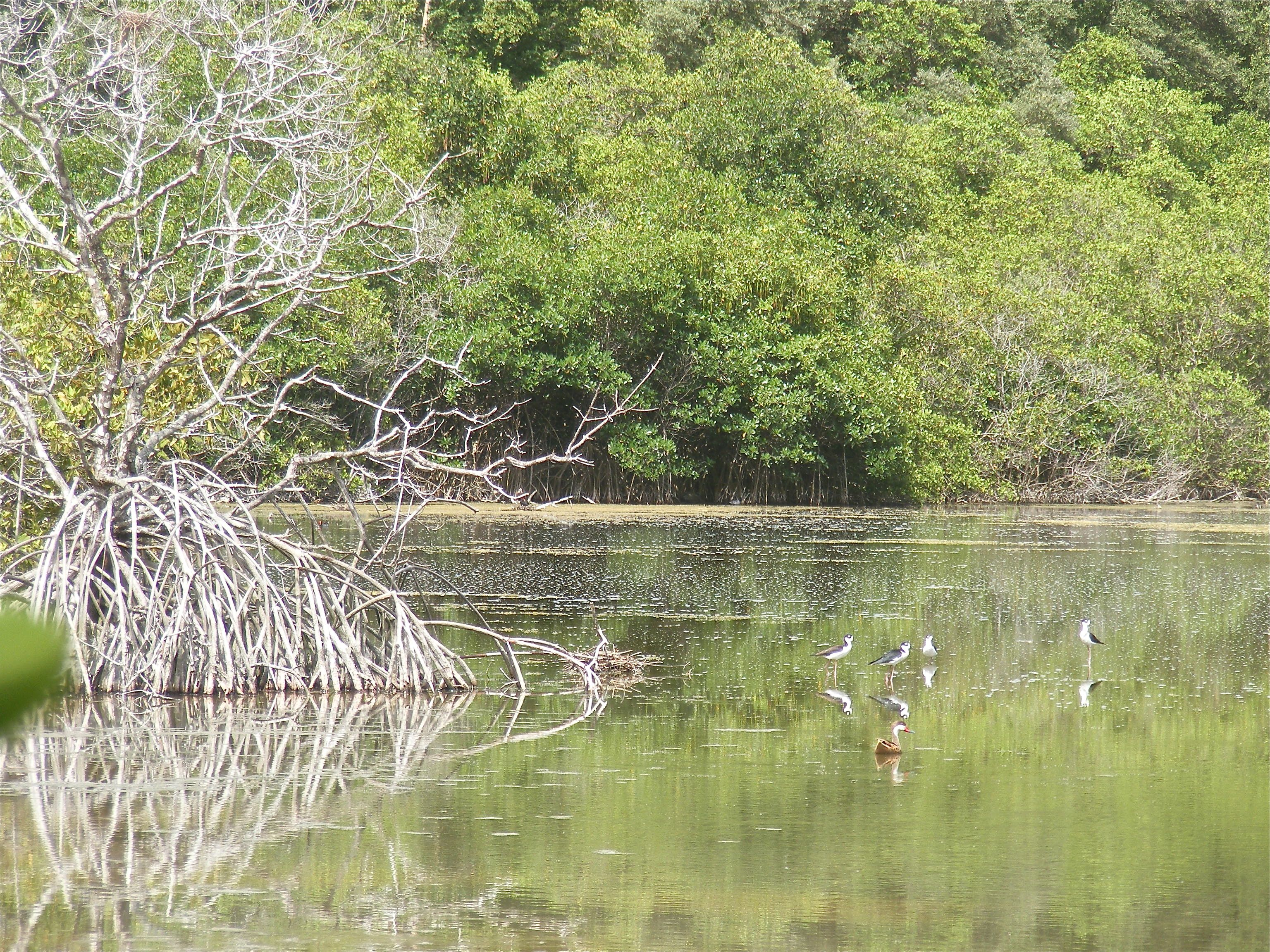
یک شوربرکه در سنت توماس، جزایر ویرجین ایالات متحده آمریکا

حوضچه‌های نمک یا شوربرکه‌ها ویژگی طبیعی سواحل معتدل و حاره‌ای هستند. این حوضچه‌ها یک منطقه حائل حیاتی بین اکوسیستم‌های زمینی و دریایی را تشکیل می‌دهند. آلاینده‌هایی مانند رسوبات، نیترات‌ها و فسفات‌ها پیش از رسیدن به اقیانوس توسط حوضچه‌های نمک فیلتر می‌شوند. ژرفا، شوری و شیمی کلی این حوضچه‌های پویای نمک بسته به دما، بارندگی و تأثیرات انسانی مانند رواناب سطحی در نوسان است. زیاگان و گیاگان شوربرکه‌های حاره‌ای به‌طور قابل توجهی با حوضچه‌های شور مناطق معتدله متفاوت است. درختان مانگرو پوشش گیاهی غالب اکوسیستم‌های شوربرکه حاره‌ای هستند و به‌عنوان محل تغذیه و تکثیر حیاتی پرندگان ساحلی نیز عمل می‌کنند.